# Ryszard Dembiński (aktor)
Ryszard Dembiński (ur. 3 marca 1934 w Warszawie, zm. 4 stycznia 1986 tamże) – polski aktor teatralny i filmowy.

## Życiorys
22 grudnia 1955 roku miał miejsce jego debiut teatralny. Występował w następujących teatrach:
- Teatry Dolnośląskie w Jeleniej Górze (1955-61)
- Teatr 7:15 w Łodzi (1961-64)
- Teatr Nowy w Łodzi (1964-81)
- Teatr Polski w Warszawie (1981-86)

Ojciec aktorki Barbary Dembińskiej.
Pochowany na części katolickiej cmentarza Doły w Łodzi.

## Filmografia
- 1964: Beata − konferansjer Sielczuk
- 1965: Głos ma prokurator
- 1965: Miejsce dla jednego − majster
- 1966: Bicz Boży − prezes spółdzielni "Naprzód"
- 1967: Julia, Anna, Genowefa... − Krygier
- 1969: Jak rozpętałem drugą wojnę światową − oficer niemiecki na odprawie w wagonie
- 1970: Różaniec z granatów − zakonnik
- 1972: Droga w świetle księżyca − sierżant
- 1974: Dwoje bliskich obcych ludzi − mecenas Majewski, adwokat Maćka
- 1974: Najważniejszy dzień życia − inżynier Bielak, kolega Markowskiego (odc. 3)
- 1974: Zapis zbrodni − kapitan MO kierujący grupą dochodzeniową
- 1976: Inna − ojciec Mariana
- 1976: Zaklęty dwór − komornik (odc. 5)
- 1978: Ślad na ziemi − Franciszek, sołtys we wsi Turkawca (odc. 2 i 6)
- 1978: Ty pójdziesz górą - Eliza Orzeszkowa
- 1979: Aria dla atlety − Knapp, właściciel cyrku
- 1979: Placówka − wachmistrz
- 1980: Polonia Restituta − minister rządu na posiedzeniu Sejmu Ustawodawczego
- 1980: Zamach stanu − poseł Stanisław Ballin
- 1981: Kłamczucha − profesor
- 1981: Najdłuższa wojna nowoczesnej Europy − Napoleon III, cesarz Francji (odc. 7)
- 1982: Polonia Restituta − minister rządu na posiedzeniu Sejmu Ustawodawczego (odc. 7)
- 1982: Popielec − Chmiel (odc. 7 i 8)
- 1982: Punkty za pochodzenie − dyrektor teatru, członek komisji egzaminacyjnej w szkole teatralnej
- 1984: Przemytnicy − Max
- 1984: Rycerze i rabusie − Stanisław Stadnicki (odc. 2)
- 1985: Rośliny trujące − sołtys
- 1985: ... jestem przeciw − lekarz
- 1986: Republika nadziei − mecenas Nepomucen Wodniczak, ojciec Edwarda

## Teatr telewizji
Wystąpił w kilkudziesięciu spektaklach teatru telewizji. Zagrał m.in. rolę Moryca Welta w spektaklu "Ziemia obiecana", czy też rolę Lubawina w spektaklu "Rodzina Lubawinów".
Dubbingował również tytułowego bohatera w dobranockach Rozbójnik Rumcajs.

## Nagrody i odznaczenia
- Srebrny Pierścień (1981)
- Nagroda za rolę w "Uciechach staropolskich" w Teatrze Nowym w Łodzi podczas VII OKT w Opolu (1981)
- Nagroda aktorska za rolę w "Uciechach staropolskich" podczas XXI KST w Kaliszu
- Wyróżnienie za rolę Barbara w "Vatzlavie" podczas XXII FPSW we Wrocławiu